# 広野トヨ
- 広野トヨ[1][2]
- 廣野トヨ[3]

広野 トヨ（ひろの トヨ、1936年〈昭和11年〉8月20日 - 2014年〈平成26年〉8月10日）は、日本のアイヌ文化伝承者。北海道阿寒湖のアイヌ集落の歌い手として知られ、長年にわたって観光客向けに古式舞踊を披露することで、アイヌ文化の伝承へ大きく貢献した。

## 経歴
北海道帯広市で誕生した。幼少期に釧路に移住した。アイヌの文化伝承者・著述家である山本多助を養父として育ち、輪踊りやサロルンリムセ（鶴の舞）を踊るアイヌたちの姿を見て育ったことで、物心がつく前からアイヌの歌や踊りが身の回りにあった。
1973年（昭和48年）、結婚を機に阿寒湖温泉に移り住み、約40年間にわたって、アイヌコタンの常設劇場「オンネチセ」で古式舞踊の歌い手を務め続けた。アイヌ伝統の歌の独特の節回しは「真似ができない」と評判であった。
70歳を過ぎても、風邪をひいても舞台に立ち、ほとんど休み無く歌い続けていた。北海道内のみならず、公演活動のために日本国外へも足を伸ばした。北海道教育委員会による『アイヌ古式舞踊』などアイヌ関連の書籍への取材協力、北海道アイヌ協会主催による「アイヌ民族文化祭」の記録ビデオ、阿寒で開催される「まりも祭り」の書籍や映像制作などへも、多数の協力を行った。
2011年（平成23年）には、日本の重要無形民俗文化財としてアイヌ古式舞踊の伝承に尽力してきたことを評価され、北海道アイヌ協会の2011年度表彰を受けた。翌2012年には、日本国内外での公演活動やアイヌ文化伝承活動を評価され、公益財団法人アイヌ民族文化財団によるアイヌ文化奨励賞を受賞した。
2014年8月、満77歳で死去した。阿寒アイヌ工芸協同組合の組合長である西田正男は「歌い手や踊り手の具合が悪くなると、すぐに代わりに入ってくれた。古式舞踊にはなくてはならない人だった」、約20年にわたって共に舞台に立ったアイヌ音楽家の日川キク子は「お客さんと接するのもうまかった。惜しい人を亡くした」と、その死を惜しんだ。